# S7 Space
S7 Space je ruská společnost patřící do skupiny S7 Group stejně jako ruské aerolinky S7 Airlines, jejíž hlavní činnosti je provozování kosmických startů a vynášení nákladů na oběžnou dráhu. Od roku 2016 je vlastníkem mořského kosmodromu Sea Launch i projektu Land Launch.

## Program
Cílem soukromé společnosti S7 Space je nabízet a zajišťovat lety do vesmíru mezinárodním zákazníkům na raketách Zenit, které mohou startovat jak z plovoucího kosmodromu Sea Launch tak i z kosmodromu Bajkonur v rámci programu Land Launch. Právě raketa Zenit je ale největší překážkou celého projektu. Tato původně sovětská raketa se totiž vyrábí v ukrajinském závodě Pivdenmaš, ale motory a horní stupeň Blok DM jsou dodávány z Ruska. Vlivem rusko-ukrajinské krize se však celá výroba raket Zenit prakticky zastavila. S7 nicméně věří, že se podaří politické spory dát stranou a výrobu raket obnovit.

## Nosné rakety
S7 Space na konci roku 2018 získala licenci na stavbu nosných raket a v současné době spolupracuje se státní korporací Roskosmos na vývoji rakety Sojuz 5 / Irtyš. Na základě této rakety by chtěla společnost vyrobit vlastní verzi nosiče nazvanou Sojuz 7 a Sojuz 7SL pro Sea Launch. Úpravy by se měly týkat především prvního stupně, který by měl být znovupoužitelný. V souvislosti s tím chce S7 Space od státu odkoupit motory NK-33 a NK-43 postavené bývalým Sovětským svazem, včetně veškeré dokumentace a příslušenství. Následně chce skupina S7 investovat 300 milionů dolarů do výroby modernizované verze těchto raketových motorů, které budou využity na znovupoužitelném prvním stupni rakety Sojuz 7.

## Mise
- S7 Space ve spolupráci s RKK Eněrgija poskytla zatím jedinou misi 26. prosince 2017, kdy raketa Zenit-3SLBF z kosmodromu Bajkonur úspěšně vynesla družici AngoSat-1 pro Angolu.[5]

## Sea Launch
27. září 2016 proběhla dohoda mezi vlastníky Sea Launch a skupinou S7 Group na nákup startovací mořské plošiny Odyssey včetně obslužné lodi Sea Launch Commander a pozemního vybavení v Long Beach v Kalifornii. Podle generálního ředitele Vladislava Filjova S7 Group investuje do společnosti 150 milionů dolarů.